# スペインのコマルカ
スペインのコマルカは、地理的・経済的・商業的な基準によって複数のムニシピオ（基礎自治体、municipio）で構成される政治・行政単位である。スペイン全土に17ある自治州(comunidad autónoma)の下位区分にあたり、8,114あるムニシピオの上位区分にあたる。日本語では広域区または郡と訳され、2014年時点ではスペイン全土に477のコマルカがある。
コマルカ設置の根拠法令は地方制度基本法42条。基本的には各自治州が必要に応じて設置するものであり、その統括は自治州政府による。2002年時点の州別のコマルカ数はアラゴン州が33、カスティーリャ・イ・レオン州が1、カタルーニャ州が41、バスク自治州が7の計82だったが、その後増えて2014年時点では計477のコマルカがある。
コマルカは自治権や法人格を有しており、コマルカ議会（議員は構成ムニシピオの長や議員の互選）がコマルカの運営を行う。地域整備・都市開発・保健・福祉・文化・スポーツ・教育・公衆衛生・環境などの権限を有している。
コマルカの境界と県の境界が一致していない地域もある。ピレネー山脈東部にあるサルダーニャはスペインとフランスの両国にまたがっており、南西側半分はスペイン領だが、北東側半分はフランス領である。1987年にいち早く全市町村が構成する41のコマルカを設置したカタルーニャ州では、コマルカの創設によって県の存在意義が薄れ、県の廃止を希望しているとされる。
カスティーリャ語ではコマルカ / コマルカス(comarca / comarcas)。カタルーニャ語とバレンシア語ではクマルカ / クマルカス(comarca / comarques, IPA: [kuˈmarkəs]または[koˈmaɾkes])、ガリシア語ではコマルカ / コマルカス(comarca / comarcas, IPA: [koˈmaɾkas])である。英語ではdistrict、county、area、zoneなどの単語に相当する。

## 各州のコマルカ
- アンダルシア州
- アラゴン州

en:Comarcas of Aragonを参照。
- アストゥリアス州

en:Comarcas of Asturiasを参照。
- バレアレス諸島州
- バスク自治州

バスク自治州のコマルカを参照。
- カナリア諸島州
- カンタブリア州
- カタルーニャ州

カタルーニャの郡を参照。Category:カタルーニャの郡も参照。
- カスティーリャ・ラ・マンチャ州
- カスティーリャ・イ・レオン州
- エストレマドゥーラ州
- ガリシア州

Category:ガリシア州のコマルカを参照。
- ラ・リオハ州
- マドリード州
- ムルシア州
- ナバラ州

en:Comarcas of Navarreを参照。
- バレンシア州

en:Comarques of the Valencian Communityを参照。